# Krölpa
Krölpa est une commune allemande située en Thuringe dans l'arrondissement de Saale-Orla. 